# Кшесьниця
Кшесьниця (пол. Krześnica, нім. Wilkersdorf) — село в Польщі, у гміні Дембно Мисліборського повіту Західнопоморського воєводства.
Населення — 376 осіб (2011).

## Демографія
Демографічна структура станом на 31 березня 2011 року:
|          | Загалом | Допрацездатний вік | Працездатний вік | Постпрацездатний вік |
| -------- | ------- | ------------------ | ---------------- | -------------------- |
| Чоловіки | 180     | 36                 | 131              | 13                   |
| Жінки    | 196     | 41                 | 123              | 32                   |
| Разом    | 376     | 77                 | 254              | 45                   |